# サラ・フランクリン (バレーボール)
サラ・フランクリン（Sarah Franklin、2002年2月27日 - ）は、アメリカ合衆国の女子バレーボール選手。アメリカ代表。

## 来歴

### クラブチーム
フロリダ州レイクワース出身。2020年、ミシガン州立大学へ進学。2年間在籍した。2022年、ウィスコンシン大学マディソン校へ編入。胸郭出口症候群の治療を乗り越え、2023年のNCAA女子バレーボール選手権では3位となり、MVPに選ばれた。また、アメリカバレーボールコーチ協会（AVCA）の年間最優秀選手に選ばれた。2024年12月、2024/25シーズンから新設されたLOVBに参戦することが発表され、マディソン所属となった。

### 代表チーム
2024年、シニア代表に初選出され、NORCECAファイナル6パンアメリカンカップでデビューした。

## 受賞歴
- 2023年 - NCAA女子バレーボール選手権 MVP、ベストアウトサイドヒッター賞
- 2024年 - Big Ten Conference MVP

## 所属クラブ
- ミシガン州立大学（2020-2022年）
- ウィスコンシン大学マディソン校（2022-2025年）
- LOVBマディソン（2024年-）